# توماس ميشيل
توماس براون ميشيل (بالإنجليزية: Thomas Mitchell)‏، من مواليد 1843 في دومفرايز في اسكتلندا، وتوفي في أغسطس 1921، مدرب كرة قدم اسكتلندي سابق.
بدأ مسيرته التدريبية مع نادي بلاكبيرن روفرز في عام 1884، ودربهم حتى عام 1896، وفي موسم 1897/1898 انتقل إلى تدريب نادي آرسنال.